# Urzicuța
Urzicuţa es una comuna ubicada en el distrito de Dolj, Rumania.

## Superficie
Posee una superficie de 60,72 kilómetros cuadrados.

## Demografía
Hasta 2021 la población era de 2870 habitantes, con una densidad de población de 47,27 habitantes por kilómetro cuadrado.